# Prime Video
Amazon Prime Video или просто Prime Video — стриминговый сервис компании Amazon. Предоставляет платный доступ к телевизионным передачам, сериалам и фильмам собственного производства (Amazon Studios) и других производителей в рамках подписки Amazon Prime. Условия подписки отличаются в разных странах.
Видеосервис был запущен 7 сентября 2006 года в США под названием Amazon Unbox. Впоследствии был переименован в Amazon Instant Video on Demand, а в 2015 году — в Amazon Video. 14 декабря 2016 года Amazon Video стал функционировать во всём мире (за исключением Китая, Кубы, Ирана, КНДР,  России (временно приостановлена деятельность) и Сирии), расширив возможность подписки за пределы США, Великобритании, Германии, Австрии и Японии.
Сервис известен такими сериалами, как «Пацаны», «Колесо времени», «Властелин колец: Кольца власти», «Поколение „Ви“», «Они», «Солдаты-зомби» и другими.

## Список каналов Prime Video
- 88bb
- AcaciaTV
- Acorn TV
- AeroCinema
- Alchemiya
- All Babies Channel
- All Warrior Network
- Ameba TV
- Baeble Music
- BeFit
- Best of British Television
- Best TV Ever
- Best Westerns Ever
- Bongflix
- BONTV
- Boomerang
- Britbox
- British Pathé Presents Secrets of Cinema
- BroadwayHD
- Brown Sugar
- CBS All Access
- Cheddar
- CineFest
- Cinemax
- CinePride
- Comedy Central Stand-Up Plus
- Comedy Dynamics
- Comic-Con HQ
- CONtv
- Cross Counter
- CuriosityStream
- DailyBurn
- Daring Docs
- Dekkoo
- Destination Unknown
- Doc Club
- DocComTV
- Docurama
- Dove Channel
- Dox
- DramaFever
- The Drive
- Echoboom Sports
- El Gourmet
- Eros Now
- Eurocinema Carte Blanche
- Fandor
- Fear Factory
- FidoTV
- Filmbox
- FilmDoo
- FitFusionTV
- Full Moon
- Gaia
- Gilad TV
- Gone TV
- The Great Courses Signature Collection
- Green Planet Stream
- Grokker
- HBO
- Hallmark Movies Now
- Here TV
- History Vault
- Hi-Yah!
- HooplaKidz Plus
- Horror TV
- Indie Club
- Indieflix Shorts
- Indiepix Unlimited
- Inside Outside
- ITPro.TV
- J-Edge
- Jennifer Adams: Home & Lifestyle
- Kid Genius
- Kidstream
- Kikiriki
- Kundalini Yoga TV
- Learn How to Run
- Lifetime Movie Club
- The List
- Magnolia Selects
- MHz Choice
- Miao Mi
- Monsters and Nightmares
- Motor Trend On Demand
- Motorland
- Motorvision
- Mubi
- NatureVision TV
- NextUp Comedy
- Nursery Rhymes Club
- 8Outside TV Features
- Panna
- Pantaya
- Paula Deen Network
- Paul Rabil Experience
- PBS Kids
- PBS Masterpiece
- Pinoy Box Office
- Pio Pio
- PixL Movie Channel
- Pokémon
- Pongalo Next
- Powerslam Wrestling Network
- PREMO
- ProGuitarLessons.TV
- Qello Concerts
- Reelz NOW
- Rain TV
- RingTV
- Say Yes
- ScholarView
- Screambox
- Secret Golf
- Shout! Factory TV
- Showtime
- Shudder
- Sleep Sounds & Meditation
- Smithsonian Earth
- SpaceRip
- Sport Now
- Starz
- Sports Illustrated
- Stingray Classica
- Stingray Djazz
- Stingray Karaoke
- Strand Releasing
- Sundance Now
- SweatFlix
- Tastemade
- Tennis TV
- The Titanic Channel
- TheSurfNetwork
- Toku
- Toonscape
- Transcending Vibrations
- Tribeca Shortlist
- True Crime Files by ID
- TV1000 Русское кино
- Undisputed Champion Network
- UP Faith & Family
- Urban Movie Channel
- Vaporvue
- Vemox Cine
- Viewster
- Walter Presents
- Wellness Plus
- Warriors and Gangsters
- XiveTV
- XLTV
- Xterra.tv
- Yogaesse (JPN)
- Yoga International
- Yoga and Fitness TV
- Young Hollywood
- Yoga Anytime Channel